# Säveån
Säveån er en 130 km lang flod (inklusiv kildefloder) i Västergötland, med et afvandingsområde på 1.475 km². Den har sit udspring ved Vänga sydøst for søen Säven mellem Borås og Vårgårda, hvor to små kildefloder øber sammen. Ved Vänga er der en gammel vandmølle og en stenbeklædt kanal.
Åen passerar tæt ved byen Vårgårda, løber gennem Alingsås og munder ud i søen Mjörn. I passagen mellem Mjörn og Lillelången ved Norsesund er der et mindre vandkraftværk. Vandet flyder via den lille men langstrakte sø Sävelången til Floda hvor der er endnu en dæmning. Åen fortsætter gennem Hillefors Grynkvarn inden den passerer Stenkullen og Lerum for at munde ud i søen Aspen. I Jonsered ved Aspens vestre ende findes flere dæmninger og kraftværker inden åen passerer Partille på vej til Göteborg. Cirka 300 meter før udmundingen i Göta älv munder Mölndalsån ud i Säveån. Säveån løber ud i Göta älv ved Göteborgs havn, øst for Tingstadstunnellen.
Namnet Säve kommer af den ældre navneform sæva og sæver med betydningen rolig , stille , med hentydning til den rolige forløb.

## Eksterne kilder og henvisninger
1. ↑  
Göteborg, red. Jan Jonasson, STF-landskapsserie, Esselte, Nacka 1978 ISSN 0347-6081 s.309

- Säveåns dalgång. Temanummer om Säveån och dess dalgång i Fynd, tidskrift för Göteborgs stadsmuseum och Fornminnesföreningen i Göteborg, nr 1-2/1997.

57°43′16″N 11°59′21″Ø / 57.7211°N 11.9892°Ø